# Цапфа
Цапфа (на немски: Zapfen – цапфа, шийка, шип, втулка, шиш) е частта от вала или оста, на която се намира опората (лагера). Цапфата, намираща се на края на вала се нарича шип, а в средната част на вала шийка. Крайната цапфа, която възприема осевите натоварвания е пета.
Цапфите на осите на часовникарските колелца се наричат „крайчета“, те са много фино полирани за намаляване на триенето.
При дограмата на прозорците цапфата е заключващия елемент от обкова, с гъбовидна или цилиндрична форма, който при взаимодействието си с насрещния детайл на рамката на конструкцията осигурява затварянето на прозореца и необходимото притискане, което осигурява уплътняването на прозореца.
|  | Тази страница частично или изцяло представлява превод на страницата „Цапфа“ в Уикипедия на руски. Оригиналният текст, както и този превод, са защитени от Лиценза „Криейтив Комънс – Признание – Споделяне на споделеното“, а за съдържание, създадено преди юни 2009 година – от Лиценза за свободна документация на ГНУ. Прегледайте историята на редакциите на оригиналната страница, както и на преводната страница, за да видите списъка на съавторите. ВАЖНО: Този шаблон се отнася единствено до авторските права върху съдържанието на статията. Добавянето му не отменя изискването да се посочват конкретни източници на твърденията, които да бъдат благонадеждни. |